# Unidad de calor de radioisótopos
Una unidad de calor de radioisótopos es un pequeño dispositivo de suministro de calor mediante decaimiento radiactivo. Es similar a un generador termoeléctrico de radioisótopos, pero es diminuto y de ordinario proporciona aproximadamente un vatio de calor liberado por el decaimiento de unos pocos gramos de plutonio-238 que se convierten en dióxido (234U O2), si bien es factible el mismo resultado con el empleo de otros isótopos radiactivos. Las especificaciones regulares de la NASA indican dos cilindros, cada uno de ellos con una pila de dióxido de plutonio, protegidos por una carcasa cuyo material es resultado de la aleación de platino y rodio; el conjunto tiene una masa de unos 40 g, un diámetro de 2,6 cm y una altura de 3,2 cm. Se puede disponer de calor durante décadas y, al menos teóricamente, durante algo más de un siglo.
En una nave espacial, se precisan unidades de calor de radioisótopos para calentar ciertos componentes, como son los circuitos electrónicos. Su empleo, además, sirve para reducir espacio, ya que se evita la instalación de ingenios de calefacción voluminosos.
Estas unidades proporcionan el calor de manera localizada a los componentes más delicados. Al igual que en el caso de los generadores termoeléctricos, su guarnición es dura y resistente al calor en prevención de las consecuencias de un lanzamiento fallido o de una caída a la Tierra por otro motivo. También igual que ellos, aprovechan el calor de decaimiento de un isótopo radiactivo, normalmente el del plutonio-238, pero son de un tamaño mucho menor y no requieren termopares ni disipadores o radiadores.
En casi todas las expediciones en las que la nave ha de ir más allá de Marte, se emplean dispositivos de ambos tipos. Como ocurre con la fuerza gravitatoria, a medida que la nave se aleja de la estrella de nuestro sistema planetario mengua la insolación en una medida que se corresponde con el cuadrado de la distancia. Por eso es necesario que los componentes reciban un aporte suplementario de calor. Parte de él se obtiene mediante procedimientos eléctricos porque son más fáciles de controlar; pero resultan menos eficaces, ya que parte de la energía es radiada al exterior.
En su mayoría, en las sondas de misiones en superficie lunar o marciana se emplean unidades de calor de radioisótopos, incluso en muchas en las que el principal tipo de ingenio de obtención de electricidad lo constituyen los paneles solares. Ejemplos de componentes y equipos mantenidos a temperatura suficientemente alta para su operatividad mediante el uso de estas unidades de calor son el primitivo sismómetro empleado en el Apolo XI (aparato que forma parte de la serie de equipos empleados en la Luna con el Programa Apolo), el equipo de la misión Mars Pathfinder y los robots de la misión Mars Exploration Rover. Las unidades de calor de radioisótopos resultan especialmente útiles en la Luna, ya que la noche, muy fría, dura dos semanas.
La nave enviada a Saturno en la misión Cassini-Huygens lleva 3 generadores termoeléctricos para el suministro de corriente y 82 unidades de calor; la sonda Huygens lleva 35 unidades.
El Departamento de Energía de los Estados Unidos ha desarrollado las llamadas Fuentes de Calor Universales (General Purpose Heat Sources). Cada una de estas fuentes se compone de varios módulos hasta una cantidad de 18, y cada módulo lleva cuatro pilas de plutonio-238 revestidas con iridio, tiene unos 50 cm³ de volumen y pesa 1.44 kg. Se puede usar una sola o un conjunto de ellas para dar calor a cada componente o a cada conjunto de componentes, para el suministro eléctrico y como fuente de las propias unidades de calor de radioisótopos. Se han empleado, con la ayuda de generadores termoeléctricos, en la sonda de la misión Galileo, en la Ulises, en la de la misión Cassini-Huygens y en la de la New Horizons.